# لينس دورادو
لينس دورادو (مواليد 11 مايو 1987)  هو مصارع محترف بورتوريكي ،يعمل حالياً في دبليو دبليو إي حيث يصارع في عرض راو.

## وصلات خارجية
- لينس دورادو على موقع دبليو دبليو إي (الإنجليزية)
- لينس دورادو على موقع CageMatch worker (الإنجليزية)
- لينس دورادو على موقع قاعدة بيانات المصارعة على الإنترنت (الإنجليزية)
- لينس دورادو على موقع عالم المصارعة على الإنترنت (الإنجليزية)
- لينس دورادو على موقع عالم المصارعة على الإنترنت (الإنجليزية)